# Duncan Pirie
Duncan Vernon Pirie OBE FRSGS JP DL (* 22. März 1858; † 11. Januar 1931) war ein britischer Politiker und Offizier.

## Leben und Werdegang
Pirie wurde als ältester Sohn des Schotten Gordon Pirie und der aus dem Schloss Château de Varennes stammenden gräflichen Tochter Valentine geboren. Er besuchte die Internatsschule Glenalmond College (nahe Perth) sowie da Clifton College (nahe Bristol). 1879 trat Pirie in das britische Militär ein und bekleidete bald einen Offiziersrang. Zwischen 1882 und 1884 nahm er im Zuge verschiedener Feldzüge an Gefechten in Ägypten und dem Sudan teil, wofür er Ehrungen erhielt. Später schloss er sich der Nil-Expedition an, um dann zwischen 1890 und 1893 Arthur Havelock, dem Gouverneur von Ceylon, zu dienen. 1894 ehelichte Pirie Evelyn Courtenay Forbes-Sempill, Tochter von William Forbes-Sempill, 17. Lord Sempill. Zu Beginn des 20. Jahrhunderts nahm Pirie am Zweiten Burenkrieg in Südafrika teil. Weitere Ehrungen erhielt Pirie während des Ersten Weltkriegs. Im Jahre 1918 bekleidete er den Rang eines Oberstleutnants.

## Politischer Werdegang
Bei den Unterhauswahlen 1885 kandidierte Pirie für die Liberal Party im Wahlkreis West Renfrewshire, errang jedoch kein Mandat für das britische Unterhaus. Nachdem William Alexander Hunter aus gesundheitlichen Gründen sein Mandat im Wahlkreis Aberdeen North 1896 niederlegte, entschied man sich spät für Pirie als liberalen Kandidaten für die erforderlichen Nachwahlen. Dies verschaffte Tom Mann, dem Gegenkandidaten der sozialistischen Independent Labour Party, den Vorteil des längeren Wahlkampfes in dem liberal-unionistisch geprägten Wahlkreis. Am Wahltag konnte sich Pirie mit einem Vorsprung von nur 430 Stimmen gegen Mann behaupten, was als großer Erfolg der in Aberdeen darniederliegenden Independent Labour Party gewertet wurde. Pirie zog erstmals in das britische Unterhaus ein und konnte sein Mandat bei den folgenden Unterhauswahlen jeweils verteidigen. Zuletzt bei den Wahlen 1918 trat Pirie im Wahlkreis Aberdeen North an, unterlag jedoch dem Labour-Kandidaten Frank Rose und schied aus dem Unterhaus aus.